# Exomis

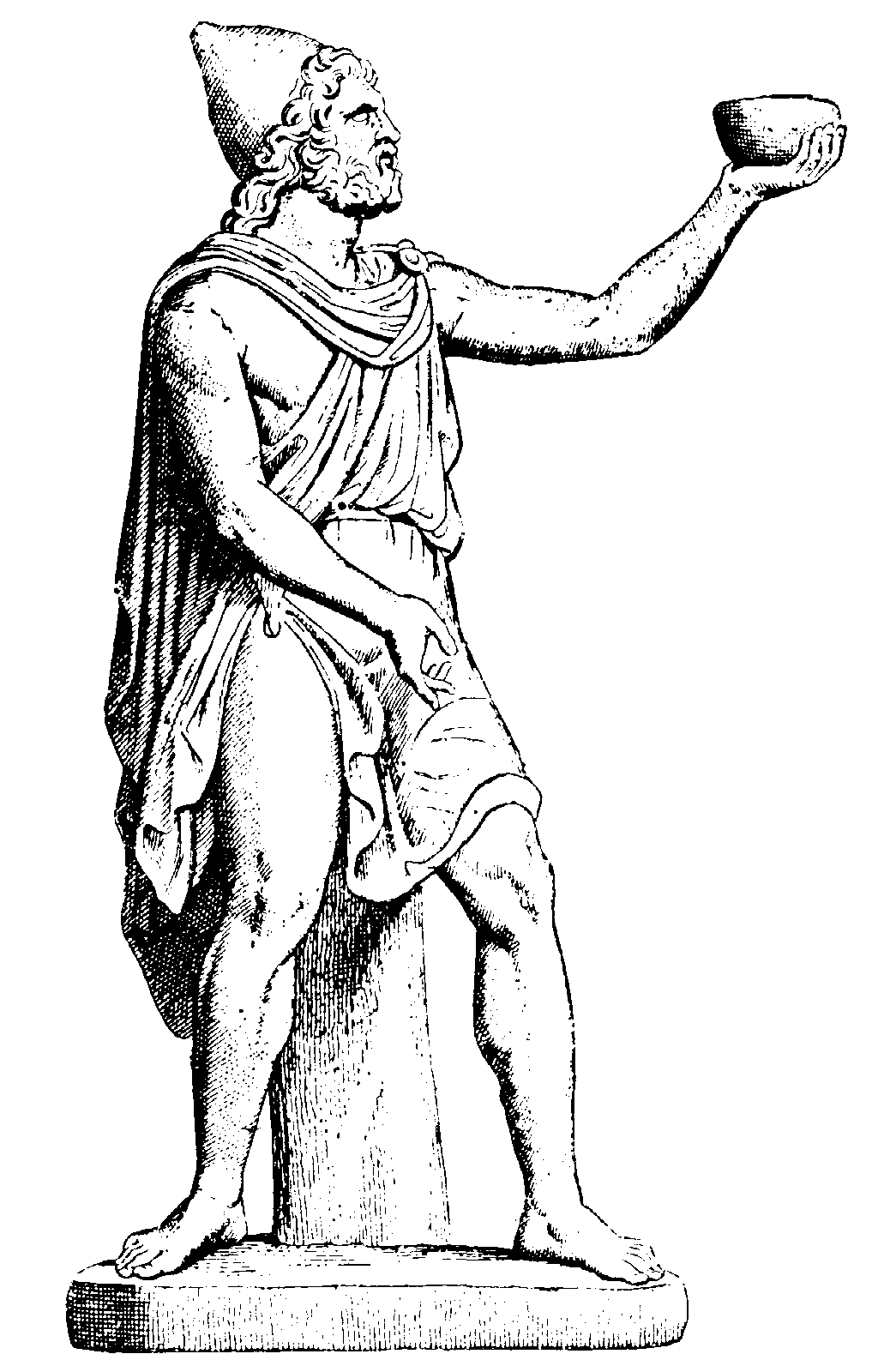
Ulisse che indossa un pileo, un exomis ed un chlamys

L'exomis (da exo: "esterno", e omos: "spalla") fu una tunica greca usata dai lavoratori e dalla fanteria leggera. Essa rimpiazzò largamente la vecchia chitoniskos come tunica principale degli opliti durante il tardo quinto secolo a.C. Era fatta da due rettangoli di lino (anche altri materiali venivano utilizzati), che venivano cuciti assieme ai lati a formare un cilindro, lasciando abbastanza spazio in alto per le braccia. Un'apertura superiore veniva lasciata anche per la testa. Il cilindro veniva stretto alla vita con una cintura di tessuto usando un nodo piano, che faceva ricadere la veste sopra la cintura, nascondendola alla vista. Per permettere una libertà di movimento al braccio destro, la cucitura sulla spalla destra veniva smontata, e la mano destra veniva passata attraverso l'apertura per la testa.
Il colore della tunica variava, ma il rosso (specialmente cremisi) divenne sempre più il colore usuale preferito dagli opliti durante e dopo la Guerra del Peloponneso.
L'exomis poteva essere vestito congiuntamente con il chlamys (clamide, conosciuto anche come ephaptis).